# فیلسمی‌گرایی
فیلسمی‌گرایی (انگلیسی: Philosemitism) علاقه، احترام و قدردانی از یهودیان، تاریخ یهود و تأثیر یهودیت، به ویژه از سوی یک جنتیل (غیر یهودی) است. فیلسمییسم در اروپا پس از هولوکاست شاهد افزایش زیادی بود و رابطه بین یهودیان و جوامع اروپایی را تغییر داد.